# Parepisparis excusata
Parepisparis excusata là một loài bướm đêm trong họ Geometridae.